# VRG
VRG SA – jedno z czołowych przedsiębiorstw odzieżowych w Polsce.

## Działalność
Spółka posiadała cztery zakłady produkcyjne. Siedziba główna znajduje się w Krakowie, zakłady filialne w Staszowie (sprzedane w 2005 roku), Myślenicach i Łańcucie. W 1991 roku Zakłady Przemysłu Odzieżowego „Vistula” zostały przekształcone w jednoosobową spółkę skarbu państwa. Dwa lata później nastąpiła prywatyzacja spółki poprzez sprzedaż akcji w ofercie publicznej. Debiut spółki na Giełdzie Papierów Wartościowych w Warszawie miał miejsce 30 września 1993 roku. W dniu 1 czerwca 2006 roku Zwyczajne Walne Zgromadzenie Akcjonariuszy Spółki Vistula S.A. z siedzibą w Krakowie, podjęło uchwałę w sprawie połączenia ze spółką Wólczanka S.A. z siedzibą w Łodzi.
Przedsiębiorstwo znane jest z produkcji klasycznych ubiorów męskich z tkanin własnych i powierzonych. Podstawowy asortyment wyrobów produkowanych przez spółkę stanowią ubrania męskie, marynarki oraz spodnie.
Vistula & Wólczanka S.A. skupia się na ekspansji na rynku detalicznym. Obecnie własna sieć sprzedaży liczy ponad 170 salonów, w tym 5 za granicą.
W dniu 26 listopada 2008 roku na walnym zgromadzeniu akcjonariuszy spółki Vistula&Wólczanka podjęto decyzję o połączeniu ze spółką W. Kruk S.A. Po połączeniu grupa zmieniła nazwę na Vistula Group S.A.
W dniu 30 listopada 2018 nastąpiła rejestracja połączenia spółki VISTULA GROUP Spółka Akcyjna z siedzibą w Krakowie (spółka przejmująca) ze spółką BYTOM Spółka Akcyjna z siedzibą w Krakowie (spółka przejmowana). 30 listopada 2018 nastąpiła zmiana nazwy spółki z VISTULA GROUP Spółka Akcyjna na: VRG Spółka Akcyjna (VRG S.A.).

## Marki
VRG jest właścicielem takich marek jak Vistula, Wólczanka, Bytom, Deni Cler (marki modowe), oraz W.Kruk (marka biżuteryjna).